# Juncus valvatus
Juncus valvatus é uma espécie de planta com flor pertencente à família Juncaceae.
A espécie foi descrita por Johann Heinrich Friedrich Link e publicada em J. Bot. (Schrader) 1799(2): 316 (1800).
A espécie tem o estatuto de Quase Ameaçada, dado pela IUCN.

## Distribuição
A espécie pode ser encontrada no Sudoeste da Europa, nomeadamente no Centro e Sul de Portugal e também no Norte de África, na Argélia e na Tunísia.

## Descrição
António Xavier Pereira Coutinho, na sua obra de 1913, A flora de Portugal (plantas vasculares) disposta em chaves dichotomicas descreve a espécie como tendo glomérulos capituliformes, subglobosos, grandes (10-15 mm de diâmetro), com muitas flores (até 50 e mais), pouco numerosos (1-4, raras vezes até 7); tépalas estreitamente lanceoladas, subiguais. Planta ascendente, de 1 a 4 dm. Planta vivaz e herbácea, florescendo de Junho a Setembro, ocorrendo em lugares húmidos e valas, no Centro e Sul de Portugal.

## Portugal
Em Portugal está representada pela variedade Juncus valvatus Link var. valvatus, tratando-de de uma variedade endémica de Portugal Continental. Encontra-se protegida por legislação portuguesa e comunitária, nomeadamente através dos anexos II e IV da Directiva Habitats.

## Sinonímia
Segundo o The Plant List, esta espécie tem os seguintes sinónimos:
- Juncus caricinus Durieu
- Juncus echinuloides Brot.
- Juncus valvatus var. caricinus (Durieu) Coss. & Durieu
- Juncus valvatus subsp. conimbrigensis A.Fern. & R.B.Fern.
- Juncus valvatus var. echinuloides (Brot.) Coss. & Durieu